# Conseil de la région du Centre-Ouest
Le conseil de la région du Centre-Ouest (en anglais : Mid-Western Regional Council) est une zone d'administration locale située dans l'État de Nouvelle-Galles du Sud en Australie. Son siège administratif est situé à Mudgee.

## Géographie
Il s'étend sur 8 737 km2 dans l'est de l'État. Il abrite les villes de Mudgee, Gulgong, Ryllstone et Kandos, ainsi que les villages de Bombira, Bylong et Illford.
Il est traversé par la Castlereagh Highway. 

## Histoire
Le conseil résulte de la fusion, le 26 mai 2004, du comté de Mudgee avec une partie des anciens comtés de Merriwa et Rilstone. 

## Démographie
La population s'élevait à 22 318 habitants en 2011 et à 24 076 habitants en 2016.

## Politique et administration
Le conseil comprend neuf membres élus pour quatre ans, qui à leur tour élisent le maire pour deux ans. À la suite des élections du 4 décembre 2021, le conseil est formé de neuf indépendants.

### Liste des maires
| Période                                  | Période  | Identité    | Étiquette   | Qualité |
| ---------------------------------------- | -------- | ----------- | ----------- | ------- |
| Les données manquantes sont à compléter. |          |             |             |         |
| septembre 2010                           | en cours | Des Kennedy | Indépendant |         |